# SIG Sauer 200 STR
SIG Sauer 200 STR (Scandinavian Target Rifle), også kendt som SIG Sauer 200 STR Match, er en repetérriffel designet af SIG Sauer og produceret af tyske J. P. Sauer & Sohn. Det bruges hovedsageligt til nationale konkurrencer af norske, svenske og danske sportsskytter,[kilde mangler] men blev også brugt ved skyderiet i Field's 2022.